# Гелкеркен, Корнелис ван
Корнелис ван Гелкеркен (нидерл. Cornelis van Geelkerken; 19 марта 1901, Моленбек-Сен-Жан, Бельгия — 29 марта 1979, Эде, Нидерланды) — нидерландский политик и коллаборационист, один из основателей НСБ.
Родился в Моленбеке, где его отец Виллем работал в торговле сыром. в 1904 году он нашел работу в голландской железнодорожной компании и переехал со своей семьей в Утрехт.
В 1920-е годы симпатизировал националистическим идеям. Познакомившись с Мюссертом и найдя с ним общий язык, он стал соучредителем НСБ в 1931 году. Позже ван Гелкеркен был назначен руководителем молодёжной организации НСБ "Nationale Jeugdstorm". Имел второй партийный регистрационный номер (первый был у Мюссерта), являлся его заместителем. В основном занимался внутренней организацией партии и делами полиции.
В 1943 году во время немецкой оккупации, ван Гелкеркен был назначен генеральным инспектором Ландвахта, коллаборационистского военизированного формирования, созданного для борьбы с голландским сопротивлением. В начале 1945 года после ссоры с Мюссертом был исключен из НСБ.
После войны был осужден "специальным судом" и приговорён к пожизненному заключению в 1951 году, которое было заменено на двадцатилетнее тюремное заключение. Вина ван Гелкеркена в государственной измене была полностью доказана, но суд оправдал Корнелиса по делам об участии в депортации евреев и военных преступлениях. В 1959 году он был освобождён, после выхода на пенсию работал в фармацевтической промышленности. Умер в 1976 году в Лунтерене(Эде), похоронен там же.

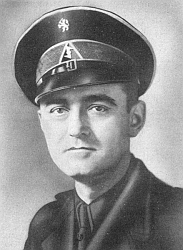
ван Гелкеркен в униформе НСБ